# Triangelns IK
Triangelns Idrottsklubb är en sportförening från Eskilstuna grundad 1945. Klubbens namn tänktes representera områdena Mesta, Berga och Borsökna. Klubbens seniordamlag i fotboll, hemmahörande i division 1, spelar sina hemmamatcher på Tunavallen. Herrlaget spelar i Division 4. Klubbens hemmaanläggning är Mesta IP och Triangelborg i sydvästra Eskilstuna.